# Miel de dátil
La miel, jarabe o sirope de dátiles, también por su nombre árabe, rob (en árabe: رُبّ‎, de la cual procede arrope), es un jarabe dulce marronáceo, extraído de la pulpa del dátil.
La miel se prepara a partir de dátiles cocidos en agua, que se filtran para retirar los huesos y entonces se prensan para extraer un jugo. Este jugo se concentra cociéndolo a fuego lento hasta obtener un líquido oscuro y espeso (30 a 35°B), con una concentración de sólidos total del 70% en peso.
La miel de dátil se usa de la misma forma que el jarabe de arce, para acompañar crepes, gofres o incluso patés. En cocina, se mezcla con tahina u otras pastas como endulzante o por su aroma característico.